# Gaultheria elegans
Gaultheria elegans là một loài thực vật có hoa trong họ Thạch nam. Loài này được (Phil.) Reiche mô tả khoa học đầu tiên năm 1907.